# Coupe du monde de football 1982
Navigation
Argentine 1978 Mexique 1986
La Coupe du monde de football de 1982 est la douzième édition de la Coupe du monde de football.
Elle se tient en Espagne du 13 juin au 11 juillet 1982 et elle voit le sacre de l'Italie face à la RFA. Le mundial  de 1982 est le premier à réunir 24 nations et le dernier à comporter deux phases de poules. Pour la première fois également dans l'histoire de la Coupe du monde, les cinq continents (soit les six confédérations) sont représentés en phase finale. Le contexte politique est celui de l'Espagne post-franquiste, un an après la tentative de putsch aux Cortes.
De plus, c'est aussi la première fois où deux équipes sont départagées aux tirs au but (la RFA et la France en demi-finale). Cette rencontre France-RFA, disputée à Séville le 8 juillet 1982, est restée dans les annales de la Coupe du monde. C'est un match à rebondissements qui durant la prolongation voit la France prendre l'avantage 3-1 par Marius Tresor et Alain Giresse, puis l'Allemagne recoller au score grâce à Karl-Heinz Rummenigge et Klaus Fischer. Finalement les Allemands se qualifient pour la finale en remportant la séance de tirs au but.
La Hongrie établit quant à elle le record de buts marqués dans un match de phase finale de Coupe du monde : 10 contre le Salvador au premier tour.
L'Italie compte dans ses rangs le buteur Paolo Rossi qui revient tout juste d'une suspension de deux ans après avoir été impliqué dans le scandale du Totonero. La Squadra Azzurra passe le premier tour sans gagner un match, puis Rossi élimine presque à lui tout seul le Brésil de Sócrates, Zico et Falcão en réalisant un triplé (3-2), avant de marquer les deux buts de la demi-finale face à la Pologne (2-0) puis d'ouvrir le score en finale face à l'Allemagne. L'Italie remporte son troisième titre mondial en s'imposant 3-1 avec des réalisations supplémentaires de Marco Tardelli et d'Alessandro Altobelli, contre un but de Paul Breitner en fin de match. Paolo Rossi est le meilleur buteur (6 réalisations) et est également désigné meilleur joueur du tournoi.

## Désignation du pays organisateur
Le 6 juillet 1966 à Londres, le congrès de la FIFA désigne les pays hôtes des trois éditions de la Coupe du monde à partir de 1974, dont l'Espagne pour l'édition de 1982.

## Stades
| \| Alicante Barcelone (2) Bilbao Elche Gijón La Corogne Madrid (2) Malaga Oviedo Saragosse Séville (2) Valence Valladolid Vigo \| Sites de la Coupe du monde 1982 |
| Alicante Barcelone (2) Bilbao Elche Gijón La Corogne Madrid (2) Malaga Oviedo Saragosse Séville (2) Valence Valladolid Vigo                                       |

- Alicante : José Rico Pérez (35 886 places)
- Barcelone : Camp Nou (97 679) et Sarrià (40 400)
- Bilbao : San Mamés (46 223)
- Elche : stade Martínez-Valero (53 290)
- Gijón : El Molinón (45 153)
- La Corogne : stade de Riazor (34 190)
- Madrid : stade Santiago Bernabéu (90 800) et stade Vicente-Calderón (65 695)
- Malaga : La Rosaleda (34 411)
- Oviedo : stade Carlos Tartiere (28 421)
- Saragosse : La Romareda (41 806)
- Séville : Benito Villamarín (50 253) et Sánchez Pizjuán (68 110)
- Valence : stade Luis Casanova (47 542)
- Valladolid : stade José-Zorrilla (29 990)
- Vigo : Balaídos (36 790)

## La compétition
La cérémonie d'ouverture se tient au stade du Camp Nou à Barcelone le dimanche 13 juin 1982. Le stade n'est pas plein. C'est le premier grand évènement médiatique à être diffusé sur les cinq continents (un an après le mariage du Prince Charles et de Lady Diana Spencer), dans 140 pays et devant un milliard de téléspectateurs. Dans le même temps, Anglais et Argentins s'affrontent dans une guerre pour le contrôle des îles Malouines (Falkland Islands pour les Anglais), comme une banderole déployée par des supporters argentins le rappelle (« Las Malvinas son argentinas »), tandis que Helenio Herrera venait de déclarer : « le football c'est la guerre ». C'est l'instant précis où surgissent opportunément deux colombes de la Paix (d'après Picasso) : une formée par 2 300 enfants tout de blanc vêtus et l'autre réelle qu'un jeune Espagnol laisse s'échapper d'un ballon.
Le match d'ouverture se déroule et offre une surprise avec la victoire 1-0 de la Belgique sur le champion sortant, l'Argentine, emmenée par un très attendu Diego Maradona qui fait ses grands débuts en Coupe du monde devant le public de son nouveau club, le « Barça », qui vient de l'acheter pour 50 millions de francs (7,5 millions d'euros : transfert record).
Un fait notable de l'épreuve, connaissant le résultat final, est le mauvais départ dans la compétition des futurs demi-finalistes. Après deux premiers matchs terminés sur le score de 0-0, la Pologne connaît, grâce aux attaquants Grzegorz Lato et Zbigniew Boniek, un réveil lors de la dernière journée de poule du premier tour (5-1 face au Pérou). Par contre, l'Italie se qualifie de justesse pour le second tour sans remporter le moindre match (trois nuls en autant de rencontres) grâce à un but marqué de plus que le Cameroun, tandis que la France perd d'entrée nettement contre l'Angleterre (1-3) et frôle l'élimination contre la Tchécoslovaquie. De son côté l'Allemagne est surprise d'entrée le 16 juin 1982 par l'Algérie de Lakhdar Belloumi (1-2), avant de se ressaisir. Cependant le décalage des matchs de la dernière journée de ce groupe 2 très disputé qui se résume à un match à 3 (deux qualifiés, un éliminé) sera à l'origine d'un malaise. En effet, l'Algérie gagne son ultime match contre le Chili et reste en course pour la qualification mais doit attendre le résultat du dernier match, RFA-Autriche, disputé le lendemain pour être fixé sur son sort. La rencontre RFA-Autriche débute normalement, mais après l'ouverture du score des Allemands, le match baisse d'intensité, au point que les deux équipes ne "jouent plus", semblant se satisfaire l'une (gagnante) et l'autre (perdante) de ce score de 1 à 0 qui les qualifie toutes les deux. L'Algérie est éliminée et la rencontre Autriche-RFA endosse très vite le surnom de « match de la honte ». À la suite de cet incident, la FIFA prend conscience du problème posé par les matchs décalés et prend la décision à l'avenir d'organiser les deux derniers matchs de groupe simultanément. Ce principe sera plus tard étendu aux matchs de dernière journée de groupe en phases de qualification.
Le deuxième tour voit d'une part le parcours brillant d'une équipe de France libérée menée par Michel Platini, et d'autre part le réveil italien, surtout celui de Paolo Rossi. Cet attaquant venait de finir de purger une suspension (écourtée pour l'occasion de la Coupe du monde) due à son implication dans une histoire de pots-de-vin liés au loto sportif (affaire dite du « totonero »). Invisible lors du premier tour, il avait néanmoins gardé la confiance de l'entraîneur. Il marque un coup d'éclat avec un triplé face à un Brésil trop joueur. Le match décisif du groupe A oppose, lui, l'URSS à la Pologne en pleine époque de Solidarność et d'état de siège, toujours dans le Camp Nou, quatre banderoles aux couleurs du syndicat sont disposées sur chacune des tribunes. Mais à l'inverse du match d'ouverture, cette fois, les policiers vont intervenir pour arracher lesdites banderoles au grand mécontentement du public. Les Polonais se contentent d'un jeu destructif, le match nul 0-0 les qualifiant pour les demi-finales grâce à la différence de buts. Boniek et Smolarek font même preuve de plusieurs manœuvres intimidatrices d'anti-jeu. Avant le match, Boniek avait pourtant annoncé : « Ce sera le match des matchs ».
Le match le plus époustouflant de la compétition reste la rencontre entre la France et l'Allemagne de l'Ouest le 8 juillet au stade Sanchez Pizjuan de Séville. On retient entre autres l'agression du gardien de but allemand Harald Schumacher sur Patrick Battiston. Frappé de plein fouet à la tête, le joueur français est emmené d'urgence à l'hôpital, tandis que Schumacher termine le match sans même avoir reçu un carton. En prolongation, les Allemands, menés 3-1, parviennent à revenir au score pour se qualifier finalement aux tirs au but. Dans l'autre demi-finale, l'Italie s'impose 2-0 (2 buts de Rossi) face à la Pologne, privée de Boniek suspendu.
La Pologne obtient la troisième place face à l'équipe de France, puis l'Italie s'impose en finale face à une équipe allemande fatiguée. L'Italie obtient ainsi son troisième sacre, devenant la première équipe européenne à y parvenir. Rossi, marquant pour la sixième fois, s'élève au rang de meilleur buteur de la compétition, et le gardien Dino Zoff devient, à quarante ans, le plus vieux joueur et le plus vieux capitaine d'équipe de l'histoire du football à soulever le trophée mondial.
Parmi les rencontres marquantes, on peut citer l'excellent Brésil-Union soviétique, à Séville (les Brésiliens s'imposent 2-1 après avoir été longtemps menés 0-1), le dramatique URSS-Écosse à Malaga (le match nul 2-2 qualifie l'URSS de Blokhine et Dassaiev contre l'Écosse de Souness, Dalglish et Strachan), Angleterre-France avec l'ouverture du score dès la 27e seconde par le Britannique Bryan « Robbo » Robson. Le match Argentine-Hongrie au stade José Rico Perez d'Alicante a lieu le vendredi 18 juin, quatre jours après la fin de la guerre des Malouines et la capitulation argentine. Le sélectionneur César Luis Menotti annonce à ses joueurs avant le match : « Maintenant ne pensez plus à la guerre, elle est terminée. Ne songez plus désormais qu'au football, c'est pour cela que nous sommes ici ». Propos entendus, les albicelestes s'imposent 4-1 avec deux buts de Maradona et un d'Ardiles qui venait de perdre son cousin durant le conflit. Lors de France-Koweït, le frère de l'Émir, Fahad Al-Ahmed Al-Jaber Al-Sabah, entre sur le terrain pour contester un but marqué par les Français et obtient gain de cause (l'arbitre russe sera radié à vie par la FIFA pour ce comportement à l'issue du match). L'équipe koweitienne était entraînée par le Brésilien Carlos Alberto Parreira, qui avait succédé au libano-brésilien Mário Zagallo. Enfin on peut noter le surprenant Belgique-Hongrie, avec l'équipe magyare qui présente cinq attaquants comme à l'époque du WM, du jamais vu dans le football moderne depuis 25 ans, car elle doit obligatoirement s'imposer pour se qualifier. Mais finalement le match se solde par un nul 1-1.
Un record a été battu, celui du nombre de buts marqués par une équipe en un match : 10, par la Hongrie contre le Salvador à Elche.

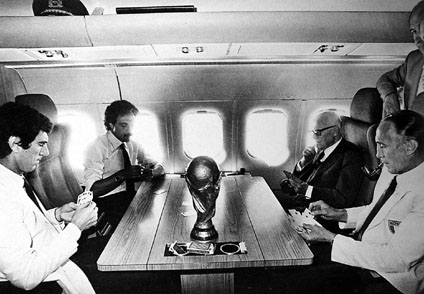
Franco Causio (en haut à gauche), le président italien Sandro Pertini (en haut à droite), Dino Zoff (en bas à gauche) et le sélectionneur Enzo Bearzot (en bas à droite) au retour d'Espagne avec la coupe du monde à peine remportée.

L'Angleterre, impressionnante au premier tour, est éliminée sans avoir perdu un match, mais faute d'avoir réussi à marquer le moindre but au second tour, elle échoue aux portes des demi-finales. À la différence de formations comme la France et l'Italie, en forme ascendante, méconnaissables d'un tour à l'autre, les Anglais ont pris ce Mundial à l'envers, en démarrant en fanfare et en perdant de leur efficacité au fil des rencontres.
Le tournoi surprend aussi par la médiocrité de l'équipe espagnole, supportant manifestement mal la pression devant son public, mais qui atteint malgré tout le second tour.
En ce qui concerne la qualité de jeu, les deux équipes qui font la meilleure impression au cours de la compétition sont le Brésil, au football samba de Zico, Socrates, Falcão, Cerezo, Júnior ou encore Éder, et la France qui, avec ses arrières Marius Trésor et Maxime Bossis, son milieu de terrain (surnommé le "carré magique" avec Michel Platini, Jean Tigana, Alain Giresse et Bernard Genghini) et son attaquant Dominique Rocheteau enchante le public au point de valoir aux joueurs français le surnom de « Brésiliens de l'Europe ». Le beau parcours de l'équipe de France qui s'arrête en demi-finale, préfigure son succès à l'Euro 84. Le Brésil et la France ont donc joué, mais ont manqué de rigueur défensive, contrairement à la Squadra Azzurra, qui s'en est allée remporter le trophée avec beaucoup de solidarité, de solidité et de pragmatisme. Il s'agit de la première victoire italienne en Coupe du monde depuis 44 ans. Deux joueurs italiens se sont particulièrement mis en évidence : le buteur Paolo Rossi, et le gardien-capitaine de 40 ans Dino Zoff.

## Équipes qualifiées
Voir l'article : Tour préliminaire de la coupe du monde de football 1982
| Carte                                          | Europe (UEFA) 14 places | Amérique du Sud (CONMEBOL) 4 places                                      | Afrique (CAF) 2 places                               |
| ---------------------------------------------- | --- | ------------------------------------------------------------------------ | ---------------------------------------------------- |
| Équipes qualifiées pour la Coupe du monde 1982 | - Allemagne de l'Ouest : 10e phase finale - Angleterre : 7e - Autriche : 5e - Belgique : 6e - Écosse : 5e - Espagne PO : 6e - France : 8e - Hongrie : 8e - Irlande du Nord : 2e - Italie : 10e - Pologne : 4e - Tchécoslovaquie : 7e - URSS : 5e - Yougoslavie : 7e | - Argentine T : 8e phase finale - Brésil : 12e - Chili : 6e - Pérou : 4e | - Algérie : 1re phase finale - Cameroun : 1re        |
| Équipes qualifiées pour la Coupe du monde 1982 | - Allemagne de l'Ouest : 10e phase finale - Angleterre : 7e - Autriche : 5e - Belgique : 6e - Écosse : 5e - Espagne PO : 6e - France : 8e - Hongrie : 8e - Irlande du Nord : 2e - Italie : 10e - Pologne : 4e - Tchécoslovaquie : 7e - URSS : 5e - Yougoslavie : 7e | Amérique du Nord, Centrale et Caraïbes (CONCACAF) 2 places               | Asie (AFC) et Océanie (OFC) 2 places                 |
| Équipes qualifiées pour la Coupe du monde 1982 | - Allemagne de l'Ouest : 10e phase finale - Angleterre : 7e - Autriche : 5e - Belgique : 6e - Écosse : 5e - Espagne PO : 6e - France : 8e - Hongrie : 8e - Irlande du Nord : 2e - Italie : 10e - Pologne : 4e - Tchécoslovaquie : 7e - URSS : 5e - Yougoslavie : 7e | - Honduras : 1re phase finale - Salvador : 2e                            | - Koweït : 1re phase finale - Nouvelle-Zélande : 1re |

## Tirage au sort

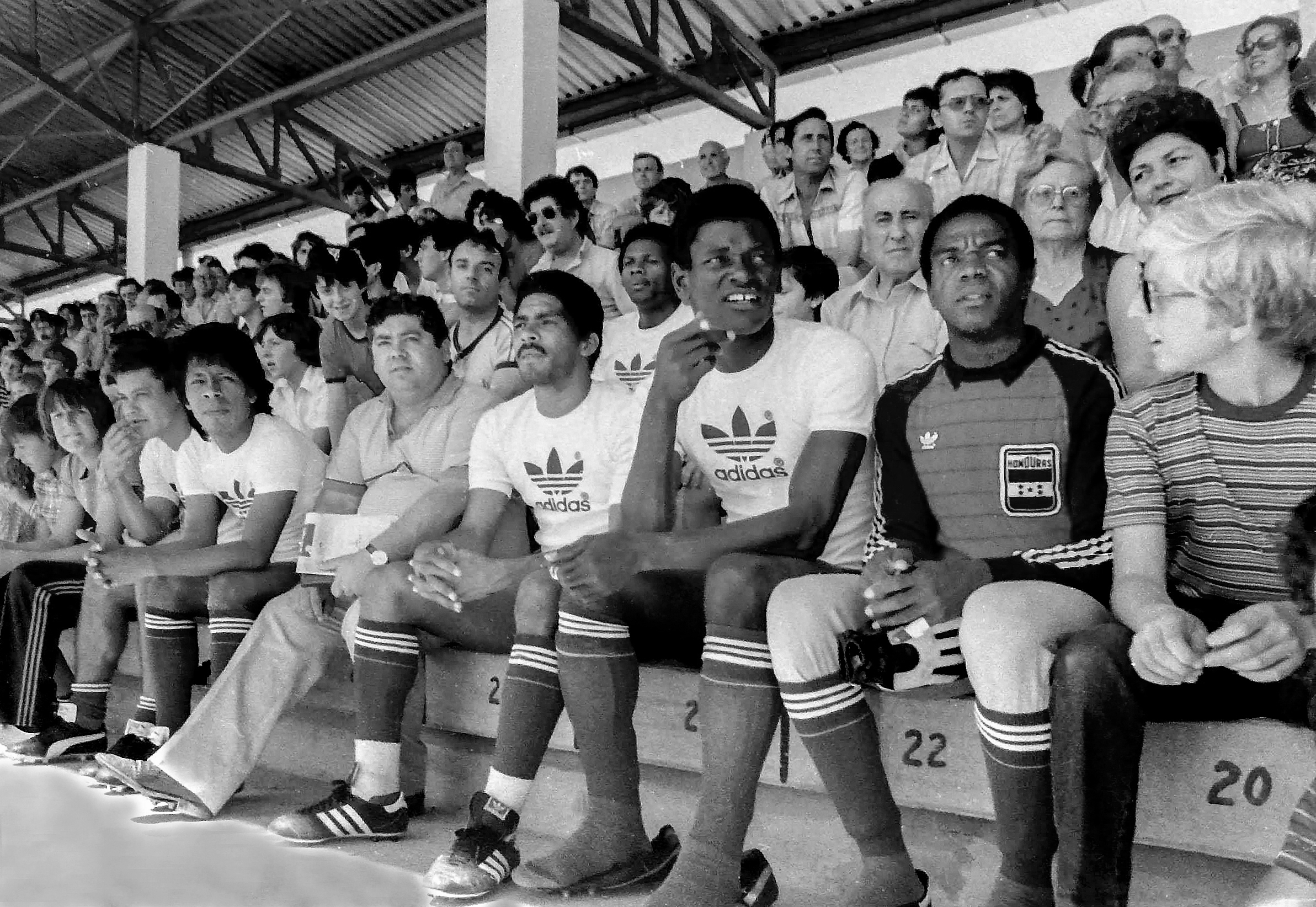
Équipe du Honduras à Alginet (València), juillet 1982.

Comme quatre ans auparavant, le tirage au sort est précédé par de longues discussions et controverses portant sur la désignation des têtes de série, qui sont particulièrement convoitées en raison des privilèges dont elles bénéficient. Finalement, à l'exception de l'Espagne pays hôte, les têtes de série sont désignées sur le critère du palmarès (tous les anciens champions du monde qui se sont qualifiés). Le tirage au sort de la phase finale se déroule le 16 janvier 1982 au Palais des Congrès de Madrid. Il est supervisé par Sepp Blatter, secrétaire général de la FIFA et un système inédit de machines à loteries est notamment utilisé. Pour la deuxième fois dans l'histoire du tournoi, comme en 1978, les têtes de série sont toutes préalablement affectées à leur groupe respectif, et leur « position » dans le groupe, qui détermine l'ordre des matchs et le calendrier, est également déjà décidée. Étant donné que le sort des six têtes de série est fixé, il n'y a finalement que trois chapeaux présentés au tirage dans lesquels sont réparties les dix-huit autres équipes. Le chapeau A comprend les équipes d'Europe de l'Est plus l'Autriche, le Chapeau B contient les quatre équipes d'Europe occidentale restantes ainsi que les deux équipes sud-américaines restantes. Enfin, dans le chapeau C se trouvent les équipes du reste du monde (Amérique centrale, Asie, Afrique et Océanie). Le tirage est émaillé par un incident, lorsque la toute première équipe tirée (Belgique, chapeau B) est placée par erreur dans le groupe I au lieu du III. Le règlement prévoit en effet que les deux premières équipes européennes sortant du tambour B soient affectées dans l'ordre aux groupes III (Argentine) puis VI (Brésil) afin de respecter le critère de répartition géographique. Un deuxième incident survient lorsque la mécanique du tambour A s'enraye au moment d'expulser le mini-ballon de foot contenant le bulletin, la boule se coinçant et s'ouvrant en deux. La FIFA retient la leçon, les tirages suivants n'utiliseront plus de machines mécaniques,.
| Têtes de série | Chapeau A                                                             | Chapeau B                                                                                    | Chapeau C                                                  |
| --- | --------------------------------------------------------------------- | -------------------------------------------------------------------------------------------- | ---------------------------------------------------------- |
| Italie : groupe I Allemagne : groupe II Argentine : groupe III Angleterre : groupe IV Espagne : groupe V Brésil : groupe VI | Autriche Hongrie Pologne Tchécoslovaquie Union soviétique Yougoslavie | Belgique Écosse France Irlande du Nord Chili (gr. I, II, IV ou V) Pérou (gr. I, II, IV ou V) | Algérie Cameroun Honduras Koweït Nouvelle-Zélande Salvador |

| Groupe I     | Groupe II                | Groupe III    | Groupe IV            | Groupe V             | Groupe VI             |
| ------------ | ------------------------ | ------------- | -------------------- | -------------------- | --------------------- |
| Italie (1)   | Allemagne de l'Ouest (5) | Argentine (9) | Angleterre (13)      | Espagne (17)         | Brésil (21)           |
| Pologne (2)  | Algérie (6)              | Belgique (10) | France (14)          | Honduras (18)        | Union soviétique (22) |
| Pérou (3)    | Chili (7)                | Hongrie (11)  | Tchécoslovaquie (15) | Yougoslavie (19)     | Écosse (23)           |
| Cameroun (4) | Autriche (8)             | Salvador (12) | Koweït (16)          | Irlande du Nord (20) | Nouvelle-Zélande (24) |

Second tour :

Groupe A : 1er I  --  1er III  --  2e VI

Groupe B : 1er II  --  1er IV  --  2e V

Groupe C : 2e I  --  2e III  --  1er VI

Groupe D : 2e II  --  2e IV  --  1er V

Demi-finales :

A - C

B - D

## Premier tour

### Groupe I
L'Italie, futur vainqueur, ne gagne aucun match. Elle fait trois matchs nuls, comme le Cameroun, nouveau venu de la compétition, mais le devance au classement car elle a marqué plus de buts; l'Italie se qualifie donc de justesse. La Pologne remporte la seule victoire du groupe contre le Pérou et termine première. La Pologne et l'Italie se retrouveront en demi-finale.
| Classement final |          |     |   |   |   |   |    |    |      |
|                  | Équipe   | Pts | J | G | N | P | BP | BC | Diff |
| 1                | Pologne  | 4   | 3 | 1 | 2 | 0 | 5  | 1  | +4   |
| 2                | Italie   | 3   | 3 | 0 | 3 | 0 | 2  | 2  | 0    |
| 3                | Cameroun | 3   | 3 | 0 | 3 | 0 | 1  | 1  | 0    |
| 4                | Pérou    | 2   | 3 | 0 | 2 | 1 | 2  | 6  | -4   |

| 14 juin | Italie  | 0 | 0 | Pologne  |
| 15 juin | Pérou   | 0 | 0 | Cameroun |
| 18 juin | Italie  | 1 | 1 | Pérou    |
| 19 juin | Pologne | 0 | 0 | Cameroun |
| 22 juin | Pologne | 5 | 1 | Pérou    |
| 23 juin | Italie  | 1 | 1 | Cameroun |

1re journée
| 14 juin 1982 17:15        | Italie  | 0 - 0 | Pologne | Stade du Balaidos, Vigo                         |                                                 |
| Historique des rencontres |         |       |         | Spectateurs : 33 000 Arbitrage : Michel Vautrot | Spectateurs : 33 000 Arbitrage : Michel Vautrot |
| Historique des rencontres | Rapport |       |         | Spectateurs : 33 000 Arbitrage : Michel Vautrot | Spectateurs : 33 000 Arbitrage : Michel Vautrot |

| 15 juin 1982 17:15        | Pérou   | 0 - 0 | Cameroun | Stade du Riazor, La Corogne                   |                                               |
| Historique des rencontres |         |       |          | Spectateurs : 11 000 Arbitrage : Franz Wöhrer | Spectateurs : 11 000 Arbitrage : Franz Wöhrer |
| Historique des rencontres | Rapport |       |          | Spectateurs : 11 000 Arbitrage : Franz Wöhrer | Spectateurs : 11 000 Arbitrage : Franz Wöhrer |

2e journée
| 18 juin 1982 17:15        | Italie    | 1 - 1 | Pérou    | Stade du Balaidos, Vigo                            |                                                    |
| Historique des rencontres | Conti 18e |       | Díaz 83e | Spectateurs : 25 000 Arbitrage : Walter Eschweiler | Spectateurs : 25 000 Arbitrage : Walter Eschweiler |
| Historique des rencontres | Rapport   |       |          | Spectateurs : 25 000 Arbitrage : Walter Eschweiler | Spectateurs : 25 000 Arbitrage : Walter Eschweiler |

| 19 juin 1982 17:15        | Pologne | 0 - 0 | Cameroun | Stade du Riazor, La Corogne                    |                                                |
| Historique des rencontres |         |       |          | Spectateurs : 19 000 Arbitrage : Alexis Ponnet | Spectateurs : 19 000 Arbitrage : Alexis Ponnet |
| Historique des rencontres | Rapport |       |          | Spectateurs : 19 000 Arbitrage : Alexis Ponnet | Spectateurs : 19 000 Arbitrage : Alexis Ponnet |

3e journée
| 22 juin 1982 17:15        | Pologne                                                        | 5 - 1 | Pérou       | Stade du Riazor, La Corogne                             |                                                         |
| Historique des rencontres | Smolarek 55e · Lato 58e · Boniek 61e · Buncol 68e · Ciołek 76e |       | La Rosa 83e | Spectateurs : 25 000 Arbitrage : Lamberto Rubio Vazquez | Spectateurs : 25 000 Arbitrage : Lamberto Rubio Vazquez |
| Historique des rencontres | Rapport                                                        |       |             | Spectateurs : 25 000 Arbitrage : Lamberto Rubio Vazquez | Spectateurs : 25 000 Arbitrage : Lamberto Rubio Vazquez |

| 23 juin 1982 17:15        | Italie       | 1 - 1 | Cameroun   | Stade du Balaidos, Vigo                         |                                                 |
| Historique des rencontres | Graziani 60e |       | M'Bida 61e | Spectateurs : 20 000 Arbitrage : Bogdan Dotchev | Spectateurs : 20 000 Arbitrage : Bogdan Dotchev |
| Historique des rencontres | Rapport      |       |            | Spectateurs : 20 000 Arbitrage : Bogdan Dotchev | Spectateurs : 20 000 Arbitrage : Bogdan Dotchev |

### Groupe II
Dans ce groupe 2 l'Algérie, nouvelle venue, crée la surprise en ouverture contre la RFA (2-1). C'est la première fois qu'une équipe africaine bat une équipe européenne. L'Allemagne se ressaisit cependant lors de la deuxième journée en surclassant le Chili (4-1), tandis que dans l'autre match l'Autriche, déjà vainqueur du Chili, bat l'Algérie et prend une option pour la qualification. Il reste la dernière journée à disputer, mais le calendrier aura une incidence sur le scénario. En effet, l'Algérie encore en course pour la qualification, a le désavantage de jouer contre le Chili un jour avant le dernier match : RFA-Autriche. L'Algérie bat le Chili mais sur un score étriqué (3-2). La qualification ou l'élimination de l'Algérie dépendra directement du résultat du match Allemagne-Autriche.
Les calculs sont les suivants : les Allemands doivent impérativement s'imposer pour se qualifier (avec la première place du groupe assurée, quel que soit le score), tandis que l'Autriche peut se permettre une défaite par un ou deux buts d'écart pour également se qualifier en deuxième position grâce à la différence de buts (dans ce cas, les trois équipes se retrouvant avec un total de 4 points). Après une bonne entame de match, les Allemands ouvrent logiquement le score, mais face au manque d'ambition offensive des Autrichiens, plus préoccupés à défendre et semblant accepter déjà la perspective d'une courte défaite synonyme de qualification, les Allemands lèvent le pied, et la rencontre perd rapidement en intensité, sombrant peu à peu dans l'ennui. Les Allemands remportent sans gloire 1-0 un match où les deux équipes se contentèrent de passes inoffensives jusqu’à la fin de la partie. Devant un public médusé, ce spectacle de non-jeu entre deux nations « sœurs » fut retransmis sur les télévisions du monde entier. La polémique fut vive autour de ce « match de la honte ». Le scénario de la rencontre fit prendre conscience à la FIFA du problème posé par les matchs décalés. La FIFA décida qu'à l'avenir les matchs de la dernière journée d'une même poule se joueraient simultanément.
À noter que lors de son dernier match contre le Chili, l'Algérie menait 3-0 à la mi-temps. En maintenant un tel score jusqu'à la fin du match, les Fennecs auraient obtenu la qualification de manière quasi-certaine. En effet, pour que l'Algérie se retrouve éliminée, il aurait fallu que l'Allemagne de l'Ouest batte l'Autriche le lendemain par un but d'écart avec au moins trois buts autrichiens (par exemple : 4 à 3). Mais l'Algérie a encaissé deux buts en seconde mi-temps, frôlant même le match nul en fin de rencontre.
| Classement final |                      |     |   |   |   |   |    |    |      |
|                  | Équipe               | Pts | J | G | N | P | BP | BC | Diff |
| 1                | Allemagne de l'Ouest | 4   | 3 | 2 | 0 | 1 | 6  | 3  | +3   |
| 2                | Autriche             | 4   | 3 | 2 | 0 | 1 | 3  | 1  | +2   |
| 3                | Algérie              | 4   | 3 | 2 | 0 | 1 | 5  | 5  | 0    |
| 4                | Chili                | 0   | 3 | 0 | 0 | 3 | 3  | 8  | -5   |

| 16 juin | Allemagne de l'Ouest | 1 | 2 | Algérie  |
| 17 juin | Autriche             | 1 | 0 | Chili    |
| 20 juin | Allemagne de l'Ouest | 4 | 1 | Chili    |
| 21 juin | Autriche             | 2 | 0 | Algérie  |
| 24 juin | Algérie              | 3 | 2 | Chili    |
| 25 juin | Allemagne de l'Ouest | 1 | 0 | Autriche |

1re journée
| 16 juin 1982 17:15        | Allemagne de l'Ouest | 1 - 2   | Algérie                   | El Molinón, Gijón                                      |                                                        |
| Historique des rencontres | Rummenigge 67e       | (0 - 0) | Madjer 54e · Belloumi 68e | Spectateurs : 42 000 Arbitrage : Enrique Labo Revoredo | Spectateurs : 42 000 Arbitrage : Enrique Labo Revoredo |
| Historique des rencontres | Rapport              |         |                           | Spectateurs : 42 000 Arbitrage : Enrique Labo Revoredo | Spectateurs : 42 000 Arbitrage : Enrique Labo Revoredo |

| 17 juin 1982 17:15        | Chili   | 0 - 1   | Autriche      | Stade Carlos Tartiere, Oviedo                           |                                                         |
| Historique des rencontres |         | (0 - 1) | Schachner 21e | Spectateurs : 22 500 Arbitrage : Juan Daniel Cardellino | Spectateurs : 22 500 Arbitrage : Juan Daniel Cardellino |
| Historique des rencontres | Rapport |         |               | Spectateurs : 22 500 Arbitrage : Juan Daniel Cardellino | Spectateurs : 22 500 Arbitrage : Juan Daniel Cardellino |

2e journée
| 20 juin 1982 17:15        | Allemagne de l'Ouest                 | 4 - 1   | Chili       | El Molinón, Gijón                             |                                               |
| Historique des rencontres | Rummenigge 9e 57e 66e · Reinders 81e | (1 - 0) | Moscoso 90e | Spectateurs : 42 000 Arbitrage : Bruno Galler | Spectateurs : 42 000 Arbitrage : Bruno Galler |
| Historique des rencontres | Rapport                              |         |             | Spectateurs : 42 000 Arbitrage : Bruno Galler | Spectateurs : 42 000 Arbitrage : Bruno Galler |

| 21 juin 1982 17:15        | Algérie | 0 - 2   | Autriche                   | Stade Carlos Tartiere, Oviedo                  |                                                |
| Historique des rencontres |         | (0 - 0) | Schachner 55e · Krankl 67e | Spectateurs : 22 000 Arbitrage : Tony Bosković | Spectateurs : 22 000 Arbitrage : Tony Bosković |
| Historique des rencontres | Rapport |         |                            | Spectateurs : 22 000 Arbitrage : Tony Bosković | Spectateurs : 22 000 Arbitrage : Tony Bosković |

3e journée
| 24 juin 1982 17:15        | Algérie                      | 3 - 2   | Chili                          | Stade Carlos Tartiere, Oviedo                         |                                                       |
| Historique des rencontres | Assad 7e 31e · Bensaoula 35e | (3 - 0) | Neira 59e (pen) · Letelier 73e | Spectateurs : 16 000 Arbitrage : Rómulo Méndez Molina | Spectateurs : 16 000 Arbitrage : Rómulo Méndez Molina |
| Historique des rencontres | Rapport                      |         |                                | Spectateurs : 16 000 Arbitrage : Rómulo Méndez Molina | Spectateurs : 16 000 Arbitrage : Rómulo Méndez Molina |

| 25 juin 1982 17:15        | Allemagne de l'Ouest | 1 - 0   | Autriche | El Molinón, Gijón                              |                                                |
| Historique des rencontres | Hrubesch 10e         | (1 - 0) |          | Spectateurs : 41 000 Arbitrage : Bob Valentine | Spectateurs : 41 000 Arbitrage : Bob Valentine |
| Historique des rencontres | Rapport              |         |          | Spectateurs : 41 000 Arbitrage : Bob Valentine | Spectateurs : 41 000 Arbitrage : Bob Valentine |

### Groupe III
Le champion du monde sortant, l'Argentine, est défait par les Belges 1-0. La Hongrie bat le record de buts inscrits par une seule équipe lors d'un match en battant le Salvador 10-1. La Belgique battra ensuite le Salvador puis fera match nul contre la Hongrie. L'Argentine battra le Salvador et la Hongrie. Résultat : Belges et Argentins se qualifient dans cet ordre.
| Classement final |           |     |   |   |   |   |    |    |      |
|                  | Équipe    | Pts | J | G | N | P | BP | BC | Diff |
| 1                | Belgique  | 5   | 3 | 2 | 1 | 0 | 3  | 1  | +2   |
| 2                | Argentine | 4   | 3 | 2 | 0 | 1 | 6  | 2  | +4   |
| 3                | Hongrie   | 3   | 3 | 1 | 1 | 1 | 12 | 6  | +6   |
| 4                | Salvador  | 0   | 3 | 0 | 0 | 3 | 1  | 13 | -12  |

| 13 juin | Belgique  | 1  | 0 | Argentine |
| 15 juin | Hongrie   | 10 | 1 | Salvador  |
| 18 juin | Argentine | 4  | 1 | Hongrie   |
| 19 juin | Belgique  | 1  | 0 | Salvador  |
| 22 juin | Belgique  | 1  | 1 | Hongrie   |
| 23 juin | Argentine | 2  | 0 | Salvador  |

1re journée
| 13 juin 1982 20:00 Match d'ouverture | Argentine | 0 – 1   | Belgique        | Camp Nou, Barcelone                               |                                                   |
| Historique des rencontres            |           | (0 - 0) | Vandenbergh 62e | Spectateurs : 95 500 Arbitrage : Vojtěch Christov | Spectateurs : 95 500 Arbitrage : Vojtěch Christov |
| Historique des rencontres            | Rapport   |         |                 | Spectateurs : 95 500 Arbitrage : Vojtěch Christov | Spectateurs : 95 500 Arbitrage : Vojtěch Christov |

| 15 juin 1982 21:00        | Hongrie                                                                                     | 10 – 1  | Salvador    | Stade Martínez-Valero, Elche                            |                                                         |
| Historique des rencontres | Nyilasi 4e 83e · Pölöskei 11e · Fazekas 23e 54e · Tóth 50e · Kiss 69e 72e 76e · Szentes 70e | (3 - 0) | Ramírez 64e | Spectateurs : 23 000 Arbitrage : Ibrahim Youssef Al-Doy | Spectateurs : 23 000 Arbitrage : Ibrahim Youssef Al-Doy |
| Historique des rencontres | Rapport                                                                                     |         |             | Spectateurs : 23 000 Arbitrage : Ibrahim Youssef Al-Doy | Spectateurs : 23 000 Arbitrage : Ibrahim Youssef Al-Doy |

2e journée
| 18 juin 1982 21:00        | Argentine                                    | 4 – 1   | Hongrie      | Estadio José Rico Pérez, Alicante               |                                                 |
| Historique des rencontres | Bertoni 26e · Maradona 28e 57e · Ardiles 60e | (2 - 0) | Pölöskei 76e | Spectateurs : 32 093 Arbitrage : Belaïd Lacarne | Spectateurs : 32 093 Arbitrage : Belaïd Lacarne |
| Historique des rencontres | Rapport                                      |         |              | Spectateurs : 32 093 Arbitrage : Belaïd Lacarne | Spectateurs : 32 093 Arbitrage : Belaïd Lacarne |

| 19 juin 1982 21:00        | Belgique  | 1 – 0   | Salvador | Stade Martínez-Valero, Elche                     |                                                  |
| Historique des rencontres | Coeck 19e | (1 - 0) |          | Spectateurs : 15 000 Arbitrage : Malcolm Moffatt | Spectateurs : 15 000 Arbitrage : Malcolm Moffatt |
| Historique des rencontres | Rapport   |         |          | Spectateurs : 15 000 Arbitrage : Malcolm Moffatt | Spectateurs : 15 000 Arbitrage : Malcolm Moffatt |

3e journée
| 22 juin 1982 21:00        | Belgique          | 1 – 1   | Hongrie   | Stade Martínez-Valero, Elche                 |                                              |
| Historique des rencontres | Czerniatynski 76e | (0 - 1) | Varga 27e | Spectateurs : 37 000 Arbitrage : Clive White | Spectateurs : 37 000 Arbitrage : Clive White |
| Historique des rencontres | Rapport           |         |           | Spectateurs : 37 000 Arbitrage : Clive White | Spectateurs : 37 000 Arbitrage : Clive White |

| 23 juin 1982 21:00        | Argentine                          | 2 – 0   | Salvador | Estadio José Rico Pérez, Alicante               |                                                 |
| Historique des rencontres | Passarella 22e (pen) · Bertoni 52e | (1 - 0) |          | Spectateurs : 32 500 Arbitrage : Luis Barrancos | Spectateurs : 32 500 Arbitrage : Luis Barrancos |
| Historique des rencontres | Rapport                            |         |          | Spectateurs : 32 500 Arbitrage : Luis Barrancos | Spectateurs : 32 500 Arbitrage : Luis Barrancos |

### Groupe IV
L'Angleterre est l'une des deux équipes du mundial 1982 à remporter tous ses matchs du premier tour. Elle bat la France 3-1 (Robson marquant au bout de 27 secondes), la Tchécoslovaquie 2-0 et le Koweït, nouveau venu, 1-0. La France bat le Koweït et fait match nul, non sans frayeur, contre la Tchécoslovaquie pour conserver la deuxième place du groupe et se qualifier. Sa victoire (4-1) contre le Koweït aurait d'ailleurs dû être plus large : un but valable marqué à la 78e minute est d'abord accordé puis refusé par l'arbitre quelques instants plus tard, sous la pression du président de la fédération koweitienne de football et frère de l'émir du pays, descendu sur la pelouse, à cause d'un coup de sifflet ayant retenti dans les tribunes quelques instants avant le but. À la suite de ce fâcheux incident, le Soviétique Myroslav Stupar, arbitre de cette rencontre, sera radié à vie par la FIFA de toute compétition internationale.
À noter que les seuls buts tchécoslovaques ont été inscrits sur penalty par Antonin Panenka, qui a laissé son nom a une façon très particulière de tirer les penalties (il ne les a cependant pas tirés de cette façon lors de cette compétition).
| Classement final |                 |     |   |   |   |   |    |    |      |
|                  | Équipe          | Pts | J | G | N | P | BP | BC | Diff |
| 1                | Angleterre      | 6   | 3 | 3 | 0 | 0 | 6  | 1  | +5   |
| 2                | France          | 3   | 3 | 1 | 1 | 1 | 6  | 5  | +1   |
| 3                | Tchécoslovaquie | 2   | 3 | 0 | 2 | 1 | 2  | 4  | -2   |
| 4                | Koweït          | 1   | 3 | 0 | 1 | 2 | 2  | 6  | -4   |

| 16 juin | Angleterre      | 3 | 1 | France          |
| 17 juin | Tchécoslovaquie | 1 | 1 | Koweït          |
| 20 juin | Angleterre      | 2 | 0 | Tchécoslovaquie |
| 21 juin | France          | 4 | 1 | Koweït          |
| 24 juin | France          | 1 | 1 | Tchécoslovaquie |
| 25 juin | Angleterre      | 1 | 0 | Koweït          |

1re journée
| 16 juin 1982                      | Angleterre                   | 3 – 1 | France    | Stade San Mamés, Bilbao                          |                                                  |
| 17:15 · Historique des rencontres | Robson 1re 67e · Mariner 83e |       | Soler 24e | Spectateurs : 44 172 Arbitrage : António Garrido | Spectateurs : 44 172 Arbitrage : António Garrido |
| 17:15 · Historique des rencontres | Rapport                      |       |           | Spectateurs : 44 172 Arbitrage : António Garrido | Spectateurs : 44 172 Arbitrage : António Garrido |

| 17 juin 1982                      | Tchécoslovaquie   | 1 – 1 | Koweït        | Stade José Zorilla, Valladolid                   |                                                  |
| 17:15 · Historique des rencontres | Panenka 21e (pen) |       | Al-Dakhil 57e | Spectateurs : 25 000 Arbitrage : Benjamin Dwomoh | Spectateurs : 25 000 Arbitrage : Benjamin Dwomoh |
| 17:15 · Historique des rencontres | Rapport           |       |               | Spectateurs : 25 000 Arbitrage : Benjamin Dwomoh | Spectateurs : 25 000 Arbitrage : Benjamin Dwomoh |

2e journée
| 20 juin 1982 17:15        | Angleterre                     | 2 – 0 | Tchécoslovaquie | Stade San Mamés, Bilbao                         |                                                 |
| Historique des rencontres | Francis 63e · Barmoš 66e (csc) |       |                 | Spectateurs : 41 123 Arbitrage : Charles Corver | Spectateurs : 41 123 Arbitrage : Charles Corver |
| Historique des rencontres | Rapport                        |       |                 | Spectateurs : 41 123 Arbitrage : Charles Corver | Spectateurs : 41 123 Arbitrage : Charles Corver |

| 21 juin 1982                      | France                                            | 4 – 1 | Koweït          | Stade José Zorilla, Valladolid                   |                                                  |
| 17:15 · Historique des rencontres | Genghini 31e · Platini 43e · Six 48e · Bossis 89e |       | Al-Buloushi 75e | Spectateurs : 30 043 Arbitrage : Miroslav Stupar | Spectateurs : 30 043 Arbitrage : Miroslav Stupar |
| 17:15 · Historique des rencontres | Rapport                                           |       |                 | Spectateurs : 30 043 Arbitrage : Miroslav Stupar | Spectateurs : 30 043 Arbitrage : Miroslav Stupar |

3e journée
| 24 juin 1982                      | France  | 1 – 1 | Tchécoslovaquie   | Stade José Zorilla, Valladolid                 |                                                |
| 17:15 · Historique des rencontres | Six 66e |       | Panenka 84e (pen) | Spectateurs : 28 000 Arbitrage : Paolo Casarin | Spectateurs : 28 000 Arbitrage : Paolo Casarin |
| 17:15 · Historique des rencontres | Rapport |       |                   | Spectateurs : 28 000 Arbitrage : Paolo Casarin | Spectateurs : 28 000 Arbitrage : Paolo Casarin |

| 25 juin 1982                      | Angleterre  | 1 – 0 | Koweït | Stade San Mamés, Bilbao                               |                                                       |
| 17:15 · Historique des rencontres | Francis 27e |       |        | Spectateurs : 39 700 Arbitrage : Gilberto Aristízabal | Spectateurs : 39 700 Arbitrage : Gilberto Aristízabal |
| 17:15 · Historique des rencontres | Rapport     |       |        | Spectateurs : 39 700 Arbitrage : Gilberto Aristízabal | Spectateurs : 39 700 Arbitrage : Gilberto Aristízabal |

### Groupe V
Ce groupe voit la première participation de l'Irlande du Nord depuis le quart de finale de 1958. Après deux matchs nuls contre la Yougoslavie et le Honduras (première participation mondiale), l'Irlande du Nord est condamnée à marquer contre l'Espagne lors du dernier match du groupe pour se qualifier (un match nul 2 à 2 ou plus étant suffisant). Les Nord-Irlandais n'inscrivent qu'un seul but mais créent la surprise en s'imposant face au pays organisateur. Cette victoire leur assure la première place du groupe avec 4 points. À égalité de points avec la Yougoslavie, seul adversaire qu'elle a réussi à battre lors de ce mondial, l'Espagne se contente alors de la deuxième place (qualificative) à la faveur du nombre de buts marqués (trois buts, soit un de plus que les Yougoslaves).
| Classement final |                 |     |   |   |   |   |    |    |      |
|                  | Équipe          | Pts | J | G | N | P | BP | BC | Diff |
| 1                | Irlande du Nord | 4   | 3 | 1 | 2 | 0 | 2  | 1  | +1   |
| 2                | Espagne         | 3   | 3 | 1 | 1 | 1 | 3  | 3  | 0    |
| 3                | Yougoslavie     | 3   | 3 | 1 | 1 | 1 | 2  | 2  | 0    |
| 4                | Honduras        | 2   | 3 | 0 | 2 | 1 | 2  | 3  | -1   |

| 16 juin | Espagne     | 1 | 1 | Honduras        |
| 17 juin | Yougoslavie | 0 | 0 | Irlande du Nord |
| 20 juin | Espagne     | 2 | 1 | Yougoslavie     |
| 21 juin | Honduras    | 1 | 1 | Irlande du Nord |
| 24 juin | Honduras    | 0 | 1 | Yougoslavie     |
| 25 juin | Espagne     | 0 | 1 | Irlande du Nord |

1re journée
| 16 juin 1982 21:00        | Espagne                | 1 - 1 | Honduras  | Estadio Luis Casanova, Valence                     |                                                    |
| Historique des rencontres | López Ufarte 65e (pen) |       | Zelaya 8e | Spectateurs : 49 562 Arbitrage : Arturo Ithurralde | Spectateurs : 49 562 Arbitrage : Arturo Ithurralde |
| Historique des rencontres | Rapport                |       |           | Spectateurs : 49 562 Arbitrage : Arturo Ithurralde | Spectateurs : 49 562 Arbitrage : Arturo Ithurralde |

| 17 juin 1982                      | Yougoslavie | 0 - 0 | Irlande du Nord | La Romareda, Saragosse                            |                                                   |
| 21:00 · Historique des rencontres |             |       |                 | Spectateurs : 25 000 Arbitrage : Erik Fredriksson | Spectateurs : 25 000 Arbitrage : Erik Fredriksson |
| 21:00 · Historique des rencontres | Rapport     |       |                 | Spectateurs : 25 000 Arbitrage : Erik Fredriksson | Spectateurs : 25 000 Arbitrage : Erik Fredriksson |

2e journée
| 20 juin 1982 21:00        | Espagne                       | 2 - 1 | Yougoslavie | Estadio Luis Casanova, Valence                         |                                                        |
| Historique des rencontres | Juanito 14e (pen) · Saura 66e |       | Gudelj 10e  | Spectateurs : 48 000 Arbitrage : Henning Lund-Sørensen | Spectateurs : 48 000 Arbitrage : Henning Lund-Sørensen |
| Historique des rencontres | Rapport                       |       |             | Spectateurs : 48 000 Arbitrage : Henning Lund-Sørensen | Spectateurs : 48 000 Arbitrage : Henning Lund-Sørensen |

| 21 juin 1982 21:00        | Honduras  | 1 - 1 | Irlande du Nord | La Romareda, Saragosse                                 |                                                        |
| Historique des rencontres | Laing 60e |       | Armstrong 10e   | Spectateurs : 15 000 Arbitrage : Thompson Chan Tam-Sun | Spectateurs : 15 000 Arbitrage : Thompson Chan Tam-Sun |
| Historique des rencontres | Rapport   |       |                 | Spectateurs : 15 000 Arbitrage : Thompson Chan Tam-Sun | Spectateurs : 15 000 Arbitrage : Thompson Chan Tam-Sun |

3e journée
| 24 juin 1982                      | Honduras | 0 - 1 | Yougoslavie        | La Romareda, Saragosse                         |                                                |
| 21:00 · Historique des rencontres |          |       | Petrović 87e (pen) | Spectateurs : 25 000 Arbitrage : Gastón Castro | Spectateurs : 25 000 Arbitrage : Gastón Castro |
| 21:00 · Historique des rencontres | Rapport  |       |                    | Spectateurs : 25 000 Arbitrage : Gastón Castro | Spectateurs : 25 000 Arbitrage : Gastón Castro |

| 25 juin 1982 21:00        | Espagne | 0 - 1 | Irlande du Nord | Estadio Luis Casanova, Valence                |                                               |
| Historique des rencontres |         |       | Armstrong 47e   | Spectateurs : 49 562 Arbitrage : Héctor Ortíz | Spectateurs : 49 562 Arbitrage : Héctor Ortíz |
| Historique des rencontres | Rapport |       |                 | Spectateurs : 49 562 Arbitrage : Héctor Ortíz | Spectateurs : 49 562 Arbitrage : Héctor Ortíz |

### Groupe VI
Le Brésil fait le plein de points en remportant tous ses matchs de belle manière. La rencontre de la dernière journée entre l'URSS (qui a perdu contre le Brésil et gagné contre la Nouvelle-Zélande) et l'Écosse (qui en a fait de même) est décisive pour l'attribution de la deuxième place qualificative. Handicapée par une moins bonne différence de buts que son adversaire soviétique, l'Écosse doit s'imposer pour franchir le cap du premier tour. Le résultat nul sur le score de 2 à 2 fait finalement les affaires de l'URSS qui poursuit sa route dans le tournoi.
| Classement final |                  |     |   |   |   |   |    |    |      |
|                  | Équipe           | Pts | J | G | N | P | BP | BC | Diff |
| 1                | Brésil           | 6   | 3 | 3 | 0 | 0 | 10 | 2  | +8   |
| 2                | Union soviétique | 3   | 3 | 1 | 1 | 1 | 6  | 4  | +2   |
| 3                | Écosse           | 3   | 3 | 1 | 1 | 1 | 8  | 8  | 0    |
| 4                | Nouvelle-Zélande | 0   | 3 | 0 | 0 | 3 | 2  | 12 | -10  |

| 14 juin | Brésil           | 2 | 1 | Union soviétique |
| 15 juin | Écosse           | 5 | 2 | Nouvelle-Zélande |
| 18 juin | Brésil           | 4 | 1 | Écosse           |
| 19 juin | Union soviétique | 3 | 0 | Nouvelle-Zélande |
| 22 juin | Union soviétique | 2 | 2 | Écosse           |
| 23 juin | Brésil           | 4 | 0 | Nouvelle-Zélande |

1re journée
| 14 juin 1982                      | Brésil                  | 2 – 1 | Union soviétique | Sánchez Pizjuán, Séville                               |                                                        |
| 21:00 · Historique des rencontres | Sócrates 75e · Éder 88e |       | Bal 34e          | Spectateurs : 68 000 Arbitrage : Augusto Lamo Castillo | Spectateurs : 68 000 Arbitrage : Augusto Lamo Castillo |
| 21:00 · Historique des rencontres | Rapport                 |       |                  | Spectateurs : 68 000 Arbitrage : Augusto Lamo Castillo | Spectateurs : 68 000 Arbitrage : Augusto Lamo Castillo |

| 15 juin 1982                      | Écosse                                                       | 5 – 2 | Nouvelle-Zélande         | Stade La Rosaleda, Malaga                    |                                              |
| 21:00 · Historique des rencontres | Dalglish 18e · Wark 29e, 32e · Robertson 73e · Archibald 79e |       | Sumner 54e · Wooddin 64e | Spectateurs : 36 000 Arbitrage : David Socha | Spectateurs : 36 000 Arbitrage : David Socha |
| 21:00 · Historique des rencontres | Rapport                                                      |       |                          | Spectateurs : 36 000 Arbitrage : David Socha | Spectateurs : 36 000 Arbitrage : David Socha |

2e journée
| 18 juin 1982                      | Brésil                                       | 4 – 1 | Écosse    | Stade Benito-Villamarín, Séville                    |                                                     |
| 21:00 · Historique des rencontres | Zico 33e · Oscar 48e · Éder 63e · Falcão 87e |       | Narey 18e | Spectateurs : 47 379 Arbitrage : Luis Paulino Siles | Spectateurs : 47 379 Arbitrage : Luis Paulino Siles |
| 21:00 · Historique des rencontres | Rapport                                      |       |           | Spectateurs : 47 379 Arbitrage : Luis Paulino Siles | Spectateurs : 47 379 Arbitrage : Luis Paulino Siles |

| 19 juin 1982                      | Union soviétique                           | 3 – 0 | Nouvelle-Zélande | Stade La Rosaleda, Malaga                        |                                                  |
| 21:00 · Historique des rencontres | Gavrilov 24e · Blokhine 48e · Baltacha 68e |       |                  | Spectateurs : 19 000 Arbitrage : Yousef El-Ghoul | Spectateurs : 19 000 Arbitrage : Yousef El-Ghoul |
| 21:00 · Historique des rencontres | Rapport                                    |       |                  | Spectateurs : 19 000 Arbitrage : Yousef El-Ghoul | Spectateurs : 19 000 Arbitrage : Yousef El-Ghoul |

3e journée
| 22 juin 1982                      | Union soviétique             | 2 - 2 | Écosse                   | Stade La Rosaleda, Malaga                       |                                                 |
| 21:00 · Historique des rencontres | Chivadze 59e · Shengelia 84e |       | Jordan 15e · Souness 86e | Spectateurs : 45 000 Arbitrage : Nicolae Rainea | Spectateurs : 45 000 Arbitrage : Nicolae Rainea |
| 21:00 · Historique des rencontres | Rapport                      |       |                          | Spectateurs : 45 000 Arbitrage : Nicolae Rainea | Spectateurs : 45 000 Arbitrage : Nicolae Rainea |

| 23 juin 1982                      | Brésil                                   | 4 – 0 | Nouvelle-Zélande | Stade Benito-Villamarín, Séville                   |                                                    |
| 21:00 · Historique des rencontres | Zico 28e 31e · Falcão 64e · Serginho 70e |       |                  | Spectateurs : 43 000 Arbitrage : Damir Matovinović | Spectateurs : 43 000 Arbitrage : Damir Matovinović |
| 21:00 · Historique des rencontres | Rapport                                  |       |                  | Spectateurs : 43 000 Arbitrage : Damir Matovinović | Spectateurs : 43 000 Arbitrage : Damir Matovinović |

## Second tour
Le second tour se déroule également en groupes comme en 1974 et 1978, à la différence qu'il concerne 12 équipes réparties en 4 poules de 3.
Afin de rendre tous les matches décisifs (spécialement le dernier) et d'éviter ainsi qu'avant la dernière journée une équipe soit déjà qualifiée (et donc les deux autres disputant le dernier match déjà éliminées), le règlement prévoit que le perdant de la première rencontre joue dans la foulée le second match (contre l'équipe qui n'a pas encore joué). En cas de match nul en première journée (voir Groupe B, Allemagne-Angleterre), l'ordre des rencontres suit le tableau établi lors du tirage au sort initial.
Cette formule de poules sera abandonnée dès 1986 au profit de matchs à éliminations directes, jugés plus spectaculaires par la FIFA.

### Groupe A
Avec deux défaites, la Belgique termine à la dernière place du groupe. La qualification se joue entre la Pologne et l'URSS lors du dernier match qui constitue donc un véritable quart de finale. Le score nul et vierge fait les affaires de la Pologne qui, grâce à une meilleure différence de buts, accède au dernier carré pour la deuxième fois de son histoire (en trois phases finales consécutives).
| Classement final |                  |     |   |   |   |   |    |    |    |
|                  | Équipe           | Pts | J | G | N | P | Bp | Bc | GA |
| 1                | Pologne          | 3   | 2 | 1 | 1 | 0 | 3  | 0  | +3 |
| 2                | Union soviétique | 3   | 2 | 1 | 1 | 0 | 1  | 0  | +1 |
| 3                | Belgique         | 0   | 2 | 0 | 0 | 2 | 0  | 4  | -4 |

| 28 juin     | Pologne  | 3 | 0 | Belgique         |
| 1er juillet | Belgique | 0 | 1 | Union soviétique |
| 4 juillet   | Pologne  | 0 | 0 | Union soviétique |

| 28 juin 1982                      | Pologne             | 3 – 0 | Belgique | Camp Nou, Barcelone                                 |                                                     |
| 21:00 · Historique des rencontres | Boniek 4e, 26e, 53e |       |          | Spectateurs : 65 000 Arbitrage : Luis Paulino Siles | Spectateurs : 65 000 Arbitrage : Luis Paulino Siles |
| 21:00 · Historique des rencontres | Rapport             |       |          | Spectateurs : 65 000 Arbitrage : Luis Paulino Siles | Spectateurs : 65 000 Arbitrage : Luis Paulino Siles |

| 1er juillet 1982                  | Belgique | 0 – 1 | Union soviétique | Camp Nou, Barcelone                             |                                                 |
| 21:00 · Historique des rencontres |          |       | Oganesian 48e    | Spectateurs : 45 000 Arbitrage : Michel Vautrot | Spectateurs : 45 000 Arbitrage : Michel Vautrot |
| 21:00 · Historique des rencontres | Rapport  |       |                  | Spectateurs : 45 000 Arbitrage : Michel Vautrot | Spectateurs : 45 000 Arbitrage : Michel Vautrot |

| 4 juillet 1982                    | Pologne | 0 – 0 | Union soviétique | Camp Nou, Barcelone                            |                                                |
| 21:00 · Historique des rencontres |         |       |                  | Spectateurs : 65 000 Arbitrage : Bob Valentine | Spectateurs : 65 000 Arbitrage : Bob Valentine |
| 21:00 · Historique des rencontres | Rapport |       |                  | Spectateurs : 65 000 Arbitrage : Bob Valentine | Spectateurs : 65 000 Arbitrage : Bob Valentine |

### Groupe B
Incapable de marquer le moindre but lors du second tour (deux scores nuls contre l'Allemagne de l'Ouest et l'Espagne), l'Angleterre sort de la coupe du monde sans perdre de match. Les Espagnols sont éliminés dès la fin de leur premier match de ce second tour par l'Allemagne de l'Ouest, qui remporte à cette occasion la seule victoire de ce groupe B. Les Allemands doivent cependant attendre le résultat de la dernière rencontre entre l'Espagne et l'Angleterre pour être assurés de leur qualification.
| Classement final |                      |     |   |   |   |   |    |    |    |
|                  | Équipe               | Pts | J | G | N | P | Bp | Bc | GA |
| 1                | Allemagne de l'Ouest | 3   | 2 | 1 | 1 | 0 | 2  | 1  | +1 |
| 2                | Angleterre           | 2   | 2 | 0 | 2 | 0 | 0  | 0  | 0  |
| 3                | Espagne              | 1   | 2 | 0 | 1 | 1 | 1  | 2  | -1 |

| 29 juin   | Allemagne de l'Ouest | 0 | 0 | Angleterre |
| 2 juillet | Allemagne de l'Ouest | 2 | 1 | Espagne    |
| 5 juillet | Espagne              | 0 | 0 | Angleterre |

| 29 juin 1982 21:00        | Allemagne de l'Ouest | 0 - 0 | Angleterre | Stade Santiago-Bernabéu, Madrid                       |                                                       |
| Historique des rencontres |                      |       |            | Spectateurs : 75 000 Arbitrage : Arnaldo Cézar Coelho | Spectateurs : 75 000 Arbitrage : Arnaldo Cézar Coelho |
| Historique des rencontres | Rapport              |       |            | Spectateurs : 75 000 Arbitrage : Arnaldo Cézar Coelho | Spectateurs : 75 000 Arbitrage : Arnaldo Cézar Coelho |

| 2 juillet 1982 21:00      | Allemagne de l'Ouest         | 2 - 1 | Espagne    | Stade Santiago-Bernabéu, Madrid                |                                                |
| Historique des rencontres | Littbarski 50e · Fischer 75e |       | Zamora 82e | Spectateurs : 90 089 Arbitrage : Paolo Casarin | Spectateurs : 90 089 Arbitrage : Paolo Casarin |
| Historique des rencontres | Rapport                      |       |            | Spectateurs : 90 089 Arbitrage : Paolo Casarin | Spectateurs : 90 089 Arbitrage : Paolo Casarin |

| 5 juillet 1982 21:00      | Espagne | 0 - 0 | Angleterre | Stade Santiago-Bernabéu, Madrid                |                                                |
| Historique des rencontres |         |       |            | Spectateurs : 75 000 Arbitrage : Alexis Ponnet | Spectateurs : 75 000 Arbitrage : Alexis Ponnet |
| Historique des rencontres | Rapport |       |            | Spectateurs : 75 000 Arbitrage : Alexis Ponnet | Spectateurs : 75 000 Arbitrage : Alexis Ponnet |

### Groupe C
C'est la seule poule du second tour qui ne soit pas 100 % européenne. Ayant toutes deux battu l'Argentine, l'Italie et le Brésil se retrouvent lors du dernier match pour ce qui constitue un véritable quart de finale. Grâce à la différence de buts le Brésil peut se contenter d'un match nul, mais à trop vouloir gagner la partie il s'expose et se laisse surprendre par l'Italie, particulièrement efficace en contre (3 buts de Paolo Rossi).
| Classement final |           |     |   |   |   |   |    |    |    |
|                  | Équipe    | Pts | J | G | N | P | Bp | Bc | GA |
| 1                | Italie    | 4   | 2 | 2 | 0 | 0 | 5  | 3  | +2 |
| 2                | Brésil    | 2   | 2 | 1 | 0 | 1 | 5  | 4  | +1 |
| 3                | Argentine | 0   | 2 | 0 | 0 | 2 | 2  | 5  | -3 |

| 29 juin   | Italie    | 2 | 1 | Argentine |
| 2 juillet | Argentine | 1 | 3 | Brésil    |
| 5 juillet | Italie    | 3 | 2 | Brésil    |

| 29 juin 1982                      | Italie                     | 2 - 1   | Argentine      | Estadi de Sarrià, Barcelone                     |                                                 |
| 17:15 · Historique des rencontres | Tardelli 55e · Cabrini 67e | (0 - 0) | Passarella 83e | Spectateurs : 43 000 Arbitrage : Nicolae Rainea | Spectateurs : 43 000 Arbitrage : Nicolae Rainea |
| 17:15 · Historique des rencontres | Rapport                    |         |                | Spectateurs : 43 000 Arbitrage : Nicolae Rainea | Spectateurs : 43 000 Arbitrage : Nicolae Rainea |

| 2 juillet 1982                    | Argentine | 1 - 3   | Brésil                               | Estadi de Sarrià, Barcelone                             |                                                         |
| 17:15 · Historique des rencontres | Díaz 89e  | (0 - 1) | Zico 11e · Serginho 66e · Júnior 75e | Spectateurs : 43 000 Arbitrage : Lamberto Rubio Vázquez | Spectateurs : 43 000 Arbitrage : Lamberto Rubio Vázquez |
| 17:15 · Historique des rencontres | Rapport   |         |                                      | Spectateurs : 43 000 Arbitrage : Lamberto Rubio Vázquez | Spectateurs : 43 000 Arbitrage : Lamberto Rubio Vázquez |

| 5 juillet 1982                    | Italie             | 3 - 2   | Brésil                    | Estadi de Sarrià, Barcelone                    |                                                |
| 17:15 · Historique des rencontres | Rossi 5e, 25e, 74e | (2 - 1) | Sócrates 12e · Falcão 68e | Spectateurs : 44 000 Arbitrage : Abraham Klein | Spectateurs : 44 000 Arbitrage : Abraham Klein |
| 17:15 · Historique des rencontres | Rapport            |         |                           | Spectateurs : 44 000 Arbitrage : Abraham Klein | Spectateurs : 44 000 Arbitrage : Abraham Klein |

### Groupe D
En battant l'Autriche et l'Irlande du Nord, la France se qualifie pour les demi-finales, pour la deuxième fois de son histoire.
| Classement final |                 |     |   |   |   |   |    |    |    |
|                  | Équipe          | Pts | J | G | N | P | Bp | Bc | GA |
| 1                | France          | 4   | 2 | 2 | 0 | 0 | 5  | 1  | +4 |
| 2                | Autriche        | 1   | 2 | 0 | 1 | 1 | 2  | 3  | -1 |
| 3                | Irlande du Nord | 1   | 2 | 0 | 1 | 1 | 3  | 6  | -3 |

| 28 juin     | France          | 1 | 0 | Autriche        |
| 1er juillet | Autriche        | 2 | 2 | Irlande du Nord |
| 4 juillet   | Irlande du Nord | 1 | 4 | France          |

| 28 juin 1982                      | Autriche | 0 – 1   | France       | Stade Vicente Calderón, Madrid                  |                                                 |
| 17:15 · Historique des rencontres |          | (0 - 1) | Genghini 39e | Spectateurs : 37 000 Arbitrage : Károly Palotai | Spectateurs : 37 000 Arbitrage : Károly Palotai |
| 17:15 · Historique des rencontres | Rapport  |         |              | Spectateurs : 37 000 Arbitrage : Károly Palotai | Spectateurs : 37 000 Arbitrage : Károly Palotai |

| 1er juillet 1982                  | Autriche                     | 2 – 2   | Irlande du Nord   | Stade Vicente Calderón, Madrid                |                                               |
| 17:15 · Historique des rencontres | Pezzey 50e · Hintermaier 68e | (0 - 1) | Hamilton 27e, 75e | Spectateurs : 20 000 Arbitrage : Adolf Prokop | Spectateurs : 20 000 Arbitrage : Adolf Prokop |
| 17:15 · Historique des rencontres | Rapport                      |         |                   | Spectateurs : 20 000 Arbitrage : Adolf Prokop | Spectateurs : 20 000 Arbitrage : Adolf Prokop |

| 4 juillet 1982                    | Irlande du Nord | 1 – 4   | France                                | Stade Vicente Calderón, Madrid                 |                                                |
| 17:15 · Historique des rencontres | Armstrong 75e   | (0 - 1) | Giresse 33e, 80e · Rocheteau 46e, 68e | Spectateurs : 37 000 Arbitrage : Alojzy Jarguz | Spectateurs : 37 000 Arbitrage : Alojzy Jarguz |
| 17:15 · Historique des rencontres | Rapport         |         |                                       | Spectateurs : 37 000 Arbitrage : Alojzy Jarguz | Spectateurs : 37 000 Arbitrage : Alojzy Jarguz |

## Tableau final
Les demi-finales opposent les vainqueurs des groupes A et C d'un côté (Pologne et Italie qui se sont déjà rencontrées au premier tour), et des groupes B et D de l'autre (Allemagne de l'Ouest et France).
|  | Demi-finales         | Demi-finales         |                        |         | Finale             | Finale             |
|  | Demi-finales         | Demi-finales         |                        |         | Finale             | Finale             |
|  |                      |                      |                        |         |                    |                    |
|  | 8 juillet, Barcelone | 8 juillet, Barcelone |                        |         | 11 juillet, Madrid | 11 juillet, Madrid |
|  | 8 juillet, Barcelone | 8 juillet, Barcelone |                        |         | 11 juillet, Madrid | 11 juillet, Madrid |
|  | Pologne              | 0                    |                        |         | 11 juillet, Madrid | 11 juillet, Madrid |
|  | Pologne              | 0                    |                        |         | 11 juillet, Madrid | 11 juillet, Madrid |
|  | Italie               | 2                    |                        |         | 11 juillet, Madrid | 11 juillet, Madrid |
|  | Italie               | 2                    | Italie                 | 3       |                    |                    |
|  | 8 juillet, Séville   |                      | Italie                 | 3       |                    |                    |
|  |                      | Allemagne de l'Ouest | 1                      |         |                    |                    |
|  | Allemagne de l'Ouest | Allemagne de l'Ouest | 1                      | 3ap (5) |                    |                    |
|  | Allemagne de l'Ouest |                      |                        | 3ap (5) |                    |                    |
|  | France               | 3 tab(4)             |                        |         |                    |                    |
|  | France               | 3 tab(4)             | Match pour la 3e place |         |                    |                    |
|  |                      |                      |                        |         |                    |                    |
|  | 10 juillet, Alicante |                      |                        |         |                    |                    |
|  |                      |                      |                        |         |                    |                    |
|  | Pologne              | 3                    |                        |         |                    |                    |
|  | Pologne              | 3                    |                        |         |                    |                    |
|  | France               | 2                    |                        |         |                    |                    |
|  | France               | 2                    |                        |         |                    |                    |

### Demi-finales
Après un match qui s'était soldé par un 0-0 lors du premier tour, l'Italie et la Pologne se retrouvent en demi-finale. La formation polonaise est affaiblie par la suspension de son leader, Boniek, et l'Italie sort vainqueur par 2 buts à 0.
| 8 juillet 1982                    | Pologne | 0 - 2   | Italie               | Camp Nou, Barcelone                                     |                                                         |
| 17:15 · Historique des rencontres |         | (0 - 1) | Paolo Rossi 22e, 73e | Spectateurs : 50 000 Arbitrage : Juan Daniel Cardellino | Spectateurs : 50 000 Arbitrage : Juan Daniel Cardellino |
| 17:15 · Historique des rencontres | Rapport |         |                      | Spectateurs : 50 000 Arbitrage : Juan Daniel Cardellino | Spectateurs : 50 000 Arbitrage : Juan Daniel Cardellino |

L'Allemagne de l'Ouest accède à la quatrième finale de son histoire en battant la France aux tirs au but lors d'un match épique qui s'est déroulé à Séville. Les Allemands ouvrent le score par Pierre Littbarski, puis Michel Platini égalise. À la 57e minute, Schumacher, le gardien allemand, sort au-devant de Patrick Battiston et vient heurter de plein fouet le Français le blessant très gravement. Pourtant bien placé pour voir l'agression, le corps arbitral (Mr Corver et son assistant Mr Geller) reste sans réaction : au lieu de sanctionner Schumacher d'un carton rouge et de siffler un pénalty pour la France, l'arbitre siffle la simple remise en jeu pour la RFA. Cette décision est régulièrement citée comme une des pires décisions arbitrales jamais prises. Le Stéphanois perd trois dents sur le coup. Les Français ne se laissent pas abattre et repartent à l’attaque durant toute la seconde mi-temps. Ils manquent même de peu de se qualifier dans le temps règlementaire, mais le tir de Manuel Amoros à l’ultime minute s'écrase sur la barre transversale. Le score reste donc de parité et entraîne une prolongation. Dès la 92e minute, Marius Trésor, sur reprise de volée, marque, suivi six minutes plus tard par Alain Giresse d’une frappe à l’extérieur de la surface (98e). À 3-1 avec vingt minutes à jouer, les spectateurs pensent que les Français tiennent leur finale. Mais Karl-Heinz Rummenigge, annoncé comme blessé au début du match et qui venait d’entrer sur le terrain, réduit immédiatement l’écart (102e). L'action du but est précédée de deux fautes allemandes non sifflées alors que s'amorce la contre-attaque décisive dans le camp allemand. Dès lors le match est relancé, les Allemands poussent et Klaus Fischer, d’un somptueux retourné acrobatique, égalise (108e). Plus rien ne sera marqué. Au bout de 120 minutes, le score est de 3-3, et la première séance de tirs au but de l’histoire de la Coupe du monde voit la qualification allemande après le tir raté de Maxime Bossis. Ce dernier décidera de ne plus jamais tirer un penalty pour la suite de sa carrière. Ce match restera dans les annales pour son dénouement spectaculaire, tant du côté français que du côté allemand.
| 8 juillet 1982                    | Allemagne de l'Ouest                                                    | 3 - 3 a. p.       | France                                                           | Sanchez Pizjuan, Séville                        |                                                 |
| 21:00 · Historique des rencontres | Pierre Littbarski 17e · Karl-Heinz Rummenigge 102e · Klaus Fischer 108e | (1 - 1, 1 - 1)    | Michel Platini 26e (pen) · Marius Trésor 92e · Alain Giresse 98e | Spectateurs : 70 000 Arbitrage : Charles Corver | Spectateurs : 70 000 Arbitrage : Charles Corver |
| 21:00 · Historique des rencontres | Rapport                                                                 |                   |                                                                  | Spectateurs : 70 000 Arbitrage : Charles Corver | Spectateurs : 70 000 Arbitrage : Charles Corver |
| 21:00 · Historique des rencontres | Kaltz · Breitner · Stielike · Littbarski · Rummenigge · Hrubesch        | Tirs au but 5 - 4 | Giresse · Amoros · Rocheteau · Six · Platini · Bossis            | Spectateurs : 70 000 Arbitrage : Charles Corver | Spectateurs : 70 000 Arbitrage : Charles Corver |

### Match pour la troisième place
La Pologne réédite sa performance de 1974 en battant la France et en arrachant la troisième place. Les Français, eux, terminent quatrièmes de ce qui fut un excellent mondial pour l'équipe de France. Malgré la défaite, ce match permet à la France de battre un record, celui du plus grand nombre de buteurs différents pour une équipe dans une seule et même phase finale de Coupe du monde : dix avec Soler, Genghini, Platini, Six, Bossis, Giresse, Rocheteau, Trésor, Girard et Couriol. Ce record sera égalé en 2006 par les Italiens puis en 2018 par les Belges.
| 10 juillet 1982                   | Pologne                                     | 3 – 2   | France                   | Estadio José Rico Pérez, Alicante                |                                                  |
| 20:00 · Historique des rencontres | Szarmach 40e · Majewski 44e · Kupcewicz 46e | (2 - 1) | Girard 13e · Couriol 72e | Spectateurs : 28 000 Arbitrage : António Garrido | Spectateurs : 28 000 Arbitrage : António Garrido |
| 20:00 · Historique des rencontres | Rapport                                     |         |                          | Spectateurs : 28 000 Arbitrage : António Garrido | Spectateurs : 28 000 Arbitrage : António Garrido |

### Finale
L'Italie bat l'Allemagne de l'Ouest par le score de 3 buts à 1 lors de la finale. C'est la première victoire italienne en Coupe du monde depuis 44 ans.
| Titulaires : |  |
| |  |
| Dino Zoff · Claudio Gentile · Gaetano Scirea · Fulvio Collovati · Giuseppe Bergomi · Antonio Cabrini · Gabriele Oriali · Marco Tardelli · Bruno Conti · Francesco Graziani 8e · Paolo Rossi · |  |
| Remplaçants : |  |
| Alessandro Altobelli 8e 88e · Franco Causio 88e · |  |
| Entraîneur : |  |
| Enzo Bearzot |  |

| Titulaires : |  |
| |  |
| Harald Schumacher · Manfred Kaltz · Uli Stielike · Karl-Heinz Förster · Bernd Förster · Hans-Peter Briegel · Wolfgang Dremmler 63e · Paul Breitner · Pierre Littbarski · Karl-Heinz Rummenigge 70e · Klaus Fischer · |  |
| Remplaçants : |  |
| Horst Hrubesch 63e · Hansi Müller 70e · |  |
| Entraîneur : |  |
| Jupp Derwall |  |

| Titulaires : |  |
| |  |
| Dino Zoff · Claudio Gentile · Gaetano Scirea · Fulvio Collovati · Giuseppe Bergomi · Antonio Cabrini · Gabriele Oriali · Marco Tardelli · Bruno Conti · Francesco Graziani 8e · Paolo Rossi · |  |
| Remplaçants : |  |
| Alessandro Altobelli 8e 88e · Franco Causio 88e · |  |
| Entraîneur : |  |
| Enzo Bearzot |  |

| Titulaires : |  |
| |  |
| Harald Schumacher · Manfred Kaltz · Uli Stielike · Karl-Heinz Förster · Bernd Förster · Hans-Peter Briegel · Wolfgang Dremmler 63e · Paul Breitner · Pierre Littbarski · Karl-Heinz Rummenigge 70e · Klaus Fischer · |  |
| Remplaçants : |  |
| Horst Hrubesch 63e · Hansi Müller 70e · |  |
| Entraîneur : |  |
| Jupp Derwall |  |

## Les 22 champions du monde
Voir l'article équipe d'Italie de football à la coupe du monde 1982

## Récompenses individuelles

### Meilleurs buteurs
6 buts
- Paolo Rossi  (soulier d'or)

5 buts
- Karl-Heinz Rummenigge

4 buts
- Zico
- Zbigniew Boniek

### Ballon d'or du meilleur joueur
- Paolo Rossi

### Meilleur jeune joueur
- Manuel Amoros

### Meilleur Gardien de but
- Rinat Dasseiv  Union soviétique